# Средняя Колтовская улица
Сре́дняя Колто́вская улица — улица в Петроградском районе в Санкт-Петербурге. Проходит от Корпусной до Петергофской улицы параллельно Малой Зелениной улице.

## История
Первоначально с 1798 года называлась 3-я улица, как третья по порядку улица в Колтовской слободе от реки Ждановки. Название произошло от фамилии полковника Петра Колтовского — командира расквартированного здесь Невского гарнизонного полка. Казармы полка положили начало параллельно расположенным улицам, выходившим к Малой Невке. Современное название в форме 2-я Колтовская улица появилось с 1816 года. Современная форма Средняя Колтовская улица существует с 1822 года. Одно время (в 1830-х годах) насчитывалось восемь Колтовских улиц. На плане Санкт-Петербурга 1850-х годов показаны только три Колтовские улицы — Большая, Средняя и Малая. В советский период Большую Колтовскую объединили с Большой Гребецкой (современная Пионерская улица), а Малую Колтовскую застроили.
С 15 декабря 1952 года по 4 января 1954 года носила название Шумская улица, по поселку Шумское Тернопольской области Украины, в ряду улиц, наименованных в память об освобождении советских населённых пунктов в годы Великой Отечественной войны.
Первоначально улица шла от Корпусной улицы до набережной Адмирала Лазарева. Участок у набережной Адмирала Лазарева закрыт в два этапа в 1957 году и в 1960-е годы. Участок у Корпусной улицы закрыт в середине 1990-х годов, после чего от улицы осталась только средняя часть. Участок у Корпусной улицы был открыт в 2016 году. Ранее мост через Малую Невку на Крестовский остров также именовался Колтовским (старый Лазаревский мост, ныне заменённый новым вантовым).

## Застройка
- № 9-11, литера А — до середины 2022 года на этом участке находился исторический дореволюционный дом 1914 года постройки. В феврале 2022 года по просьбе нового владельца участка группы RBI была проведена экспертиза здания, по результатам которой год постройки изменили на 1934, после чего здание было снесено ради строительства жк[3][4].